# Timber Mountain Log Ride
Timber Mountain Log Ride est une attraction de type bûches située dans la section Ghost Town du parc Knott's Berry Farm en Californie. Elle est une des premières attractions de ce type.

## Histoire
En 1962, le créatif Bud Hurlbut développe l'idée de réaliser une attraction de type bûches à Knott's Berry Farm. Il désirait construire des montagnes russes mais s'imaginait plutôt des véhicules en flottaison. Il s'associa alors avec Arrow Dynamics pour la partie mécanique. Walter Knott, le propriétaire du parc de loisirs, hésita à suivre Bud Hurlbut. Celui-ci vend le système à Six Flags Over Texas qui ouvre le premier parcours de bûches en 1963. Rencontrant le succès, Walter Knott commande alors la même attraction pour son parc.

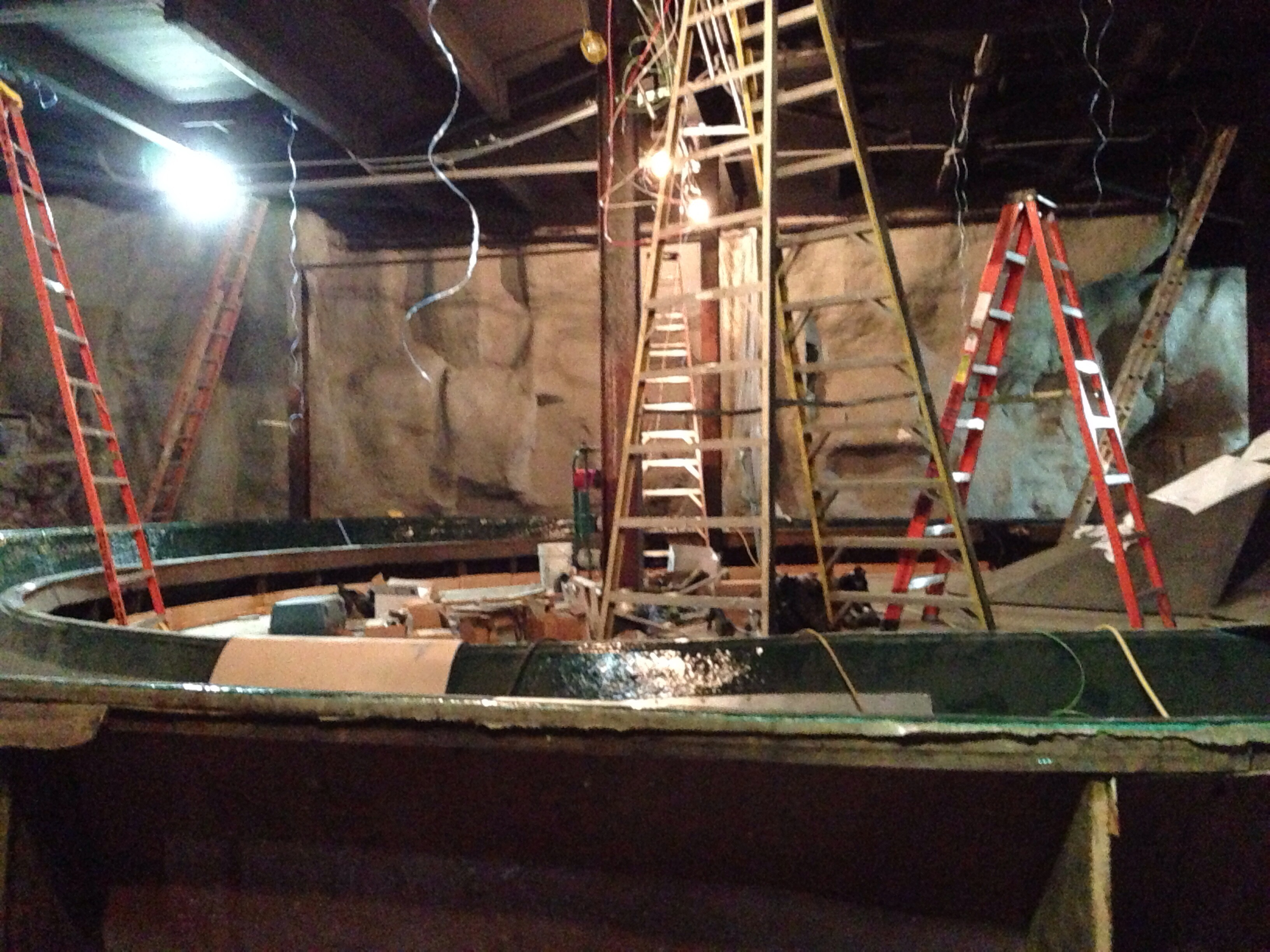
Rénovation en 2013

Après une année de conception et de fabrication, le créatif Bud Hurlbut ouvre l'attraction en 1969. Présentant le thème d'une scierie du Far-west, elle porte alors le nom Calico Log Ride. Les premiers passagers officiels étaient John Wayne et son fils Ethan. Durant plusieurs années, une compétition de logrolling jouée par des bûcherons se déroulait sur l'étang entre le plongeon final des bûches et la gare à double plateforme d'embarquement.
L'attraction est fermée à l'occasion d'une grande rénovation à partir du 6 janvier 2013 et pour une durée d'environ 5 mois. La réhabilitation de l'attraction, de plusieurs millions de dollars, est réalisée en partenariat avec l'entreprise américaine spécialisée dans les animatroniques Garner Holt Productions. L'attraction rouvre le 1er juin 2013.

## Parcours
Le parcours débute avec une première montée avec une reproduction de roue à aubes. Les embarcations évoluent alors sur les méandres d'un canal contenant 90 m3 d'eau. Le circuit traverse des sections en plein air et d'autres en parcours scénique autour et dans une montagne reconstituée. L'idée a été reprise pour la création de Splash Mountain à Disneyland. Après quelques rapides et une chute au cœur de la montagne dans l'obscurité, les bûches remontent une deuxième fois juste avant la chute finale haute d'environ 20 mètres et le retour à la station. Le passager peut apercevoir le long du parcours des scènes parfumées de pin et composées d'animaux naturalisés ou de matériel d'exploitation forestière d'époque, comme un train à vapeur et des engrenages de fonte de plus de cent ans. Depuis la rénovation de 2013, des effets supplémentaires et des animatroniques sont visibles par le public.

## Galerie

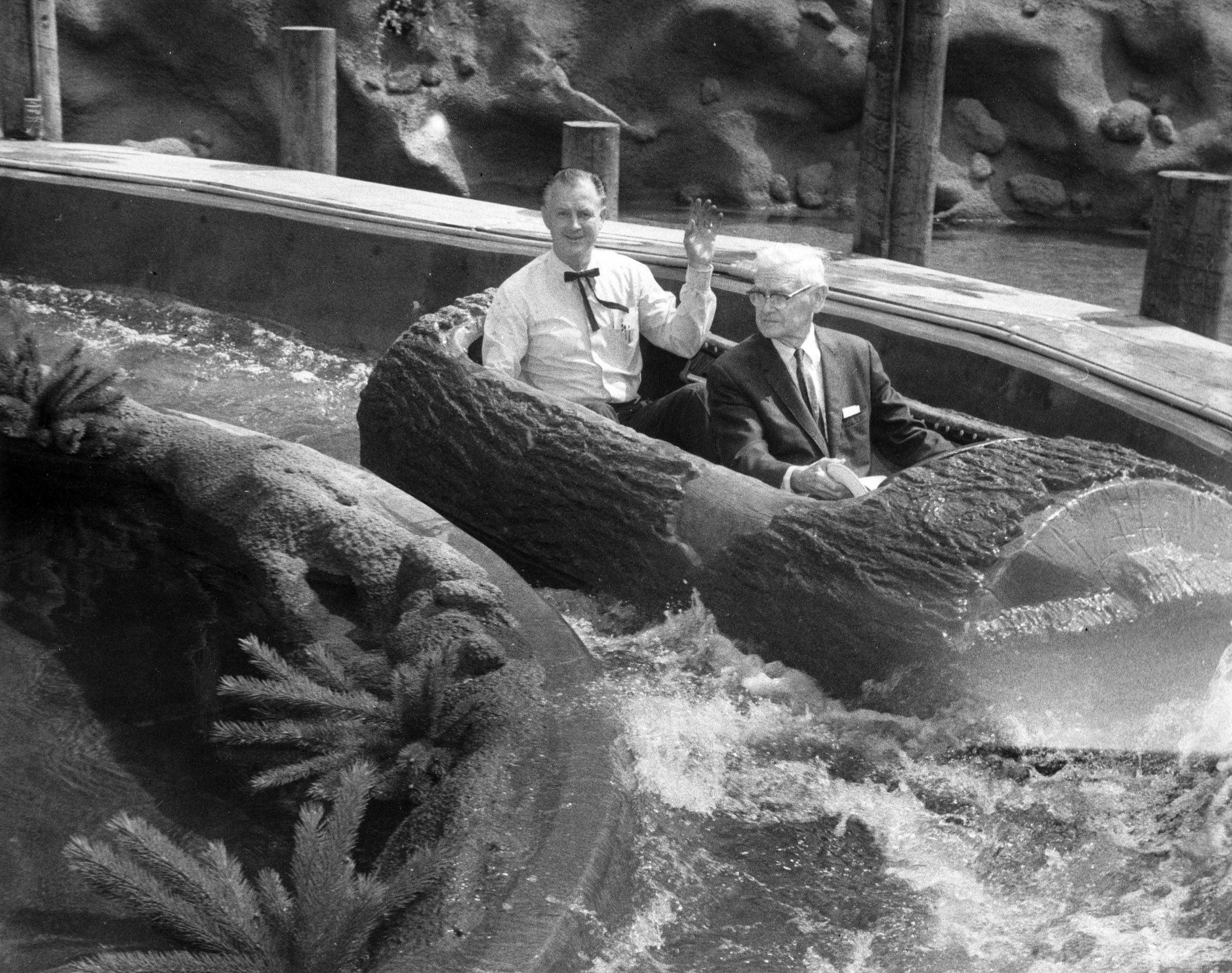
Walter Knott et Bud Hurlbut dans la nouvelle attraction.
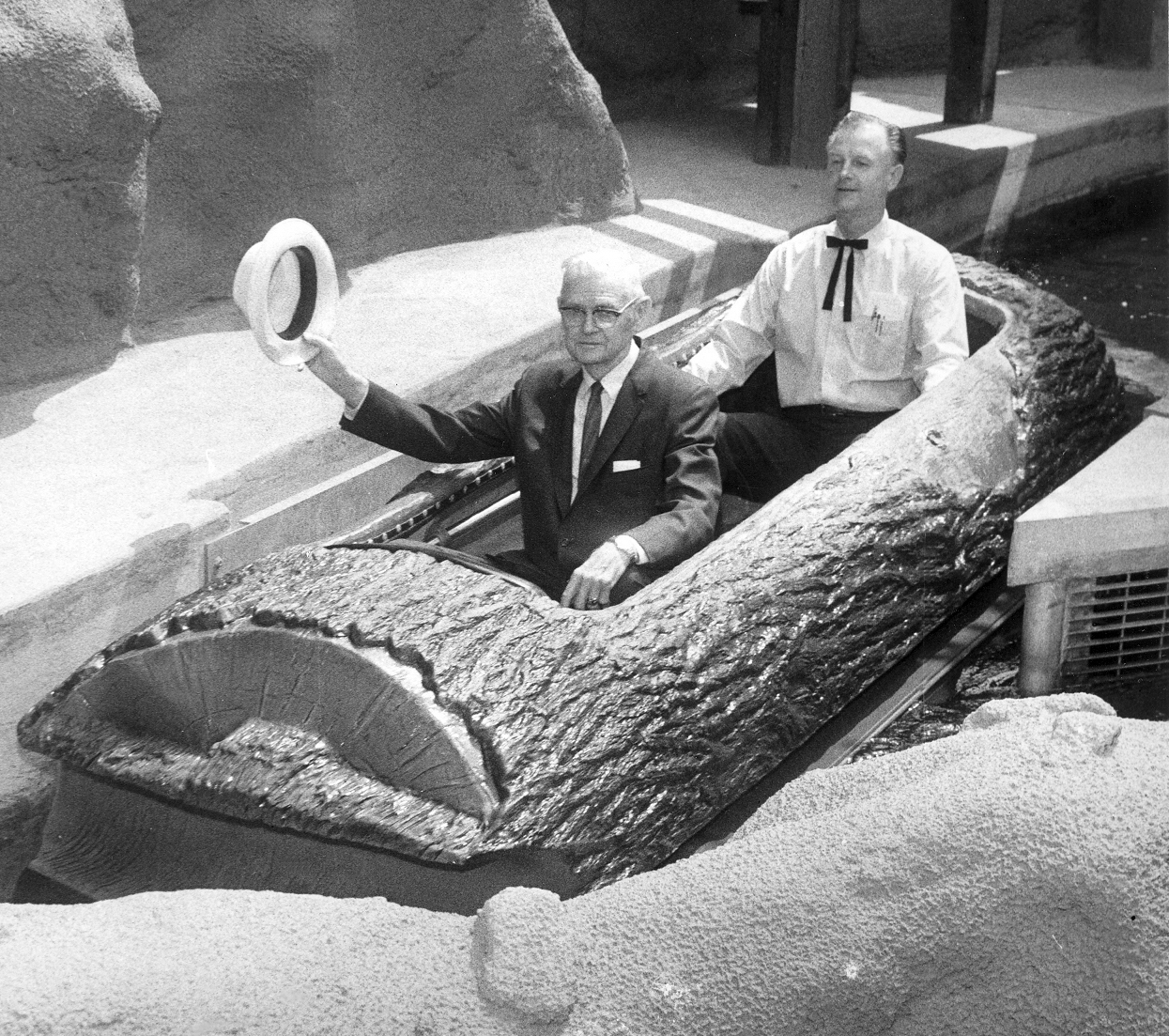
Timber Mountain Log Ride en 1969.
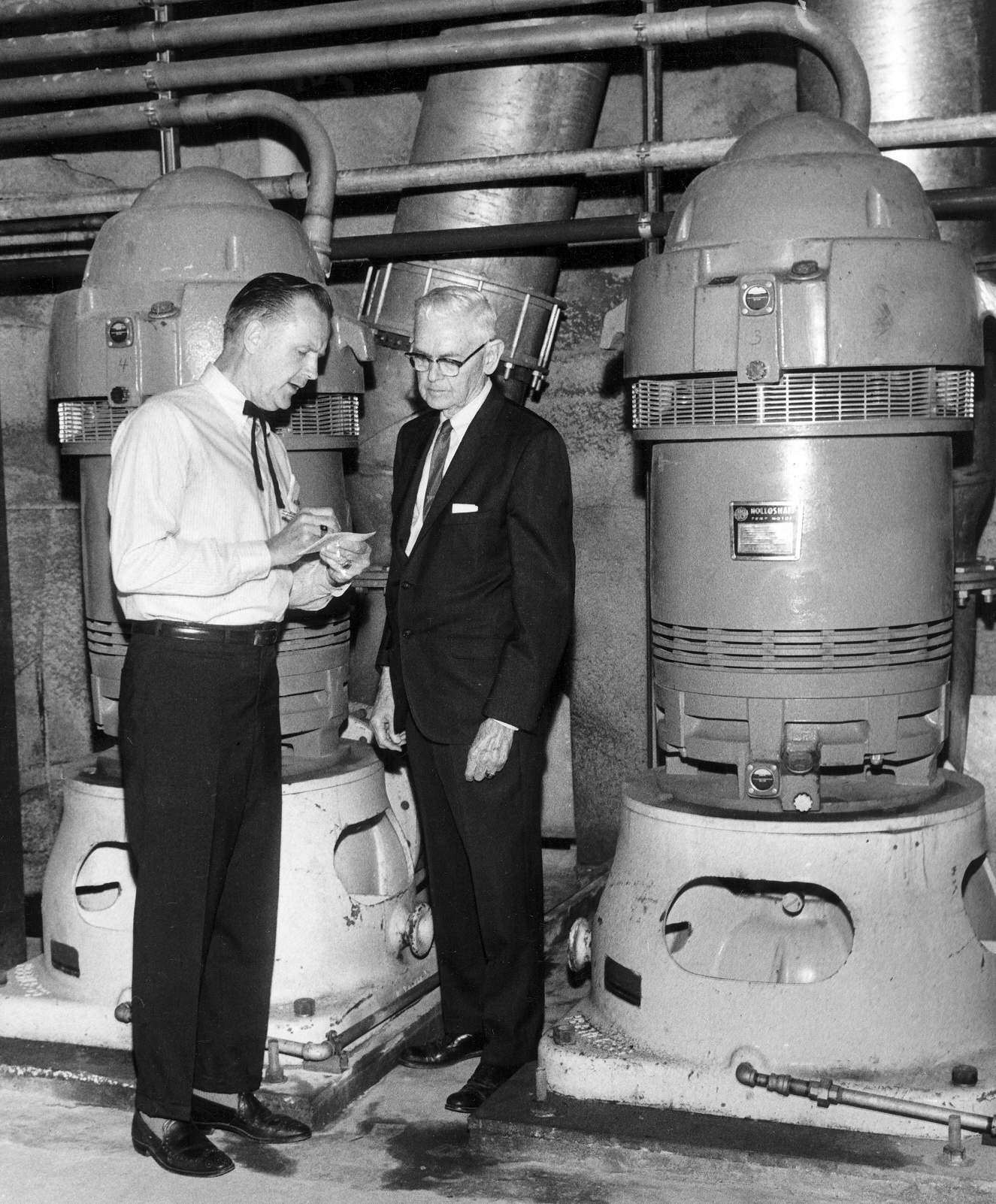
Bud expliquant les pompes de l'attraction à Walter.